# Castillo de Púbol
El castillo de Púbol es una fortificación gótica-renacentista del siglo XI situada en la pedanía de Púbol, perteneciente al municipio de La Pera, en el Bajo Ampurdán, que se convirtió en centro de la baronía de Púbol, y en los años 1970 residencia de Salvador Dalí, que en 1982 fue nombrado marqués de Púbol.

## Historia

### Medievo
Las primeras evidencias del castillo aparecen en un documento de 1065 en el que Gaufred Bastons cedió su potestad, junto con el de Cervià, a los condes de Barcelona (en aquel momento Ramón Berenguer I y Almodis de la Marca). A mediados del siglo XIV fue adquirido por Arnau de Llers. Más adelante pasó a propiedad de la familia Cervià y en 1370 consta como patrimonio de Jaspert de Campllong. A la muerte Francisco de Corbera y de Campllong, le sucede su hija Isabel de Corbera-Campllong, la cual, fruto de su segundo matrimonio el hijo Francisco de Requesens-Campllong, se convierte en barón de Púbol y se inicia un largo período en que el nombre de Requesens perdura hasta principios del siglo XVII. El castillo y la iglesia actuales datan alrededor del año 1420, en tiempos de los señores de Púbol, denominados Corbera, cuyo escudo se exhibe en varias ocasiones en el interior del edificio. Posteriormente fue propiedad de los Olmos, los Tormo, los de Balle y de Miquel, después marqueses de Blondel de l'Estany. El edificio del castillo, a pesar de que ha sido desvirtuado por sus reformas posteriores, conserva buena parte de las estructuras interiores de los siglos XIV y XV.

### Residencia de Salvador Dalí

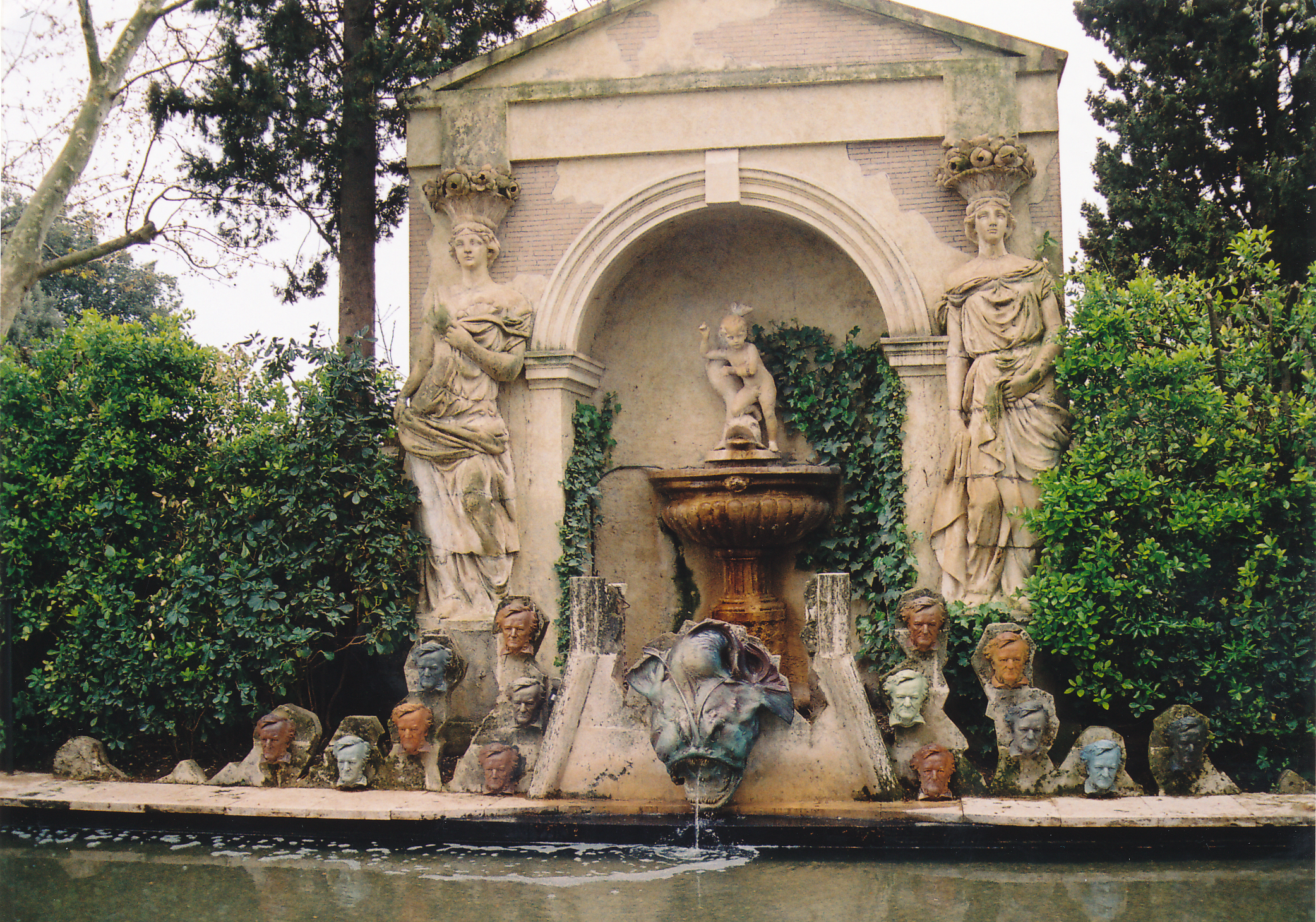
Pozo de Salvador Dalí con las cabezas de Richard Wagner.

En 1969, Salvador Dalí le prometió a su amada Gala la compra de un castillo. Después de que fallaran las negociaciones con el castillo del Ampurdán, el castillo de Foixá y el castillo de Requesens, finalmente adquirió el castillo de Púbol que se encontraba en muy mal estado. Se iniciaron las obras de restauración bajo las órdenes del genial pintor, con la decoración interior creada íntegramente por el mismo Dalí, de modo que el castillo entero se convirtió en una obra suya que regaló a Gala.

Gala me cogió de la mano y de repente me dijo: Gracias una vez más. Acepto el castillo de Púbol, pero con una sola condición: que solamente vengas a visitarme al castillo por invitación escrita. Esta condición halagaba sobre todo mis sentimientos masoquistas y me entusiasmaba, Gala convertía el castillo en el inexpugnable que nunca había dejado de ser. La intimidad y, sobre todo, las familiaridades disminuyen todas las pasiones. El rigor sentimental y las distancias, como demuestra el ceremonial neurótico del amor cortés, aumentan la pasión.
Salvador Dalí

Gala frecuentó el castillo entre los años 1970 y 1980, especialmente durante el verano, hasta diciembre de 1982, cuando fue enterrada en el mausoleo subterráneo que Dalí había diseñado para ella y para él (aunque Dalí acabó enterrado en el Teatro-Museo de Figueras). La muerte de Gala afectó considerablemente al artista, que se trasladó al castillo durante los dos años siguientes. En 1984 se produjo un incendio en el edificio que produjo graves quemaduras en el pintor, trasladándose a la torre Galatea, un edificio anexo del Teatro-Museo de Figueras, donde permaneció hasta su fallecimiento.
La casa-museo Castillo Gala Dalí de Púbol, abierto al público en 1996, permite descubrir un edificio medieval donde Salvador Dalí materializó su esfuerzo creativo pensando en una persona: Gala. Se puede visitar del 15 de marzo al 31 de diciembre.

## Arquitectura
La estructura básica del edificio actual, de tres plantas articuladas a partir de un patio central alto y estrecho, hay que situarla durante el período de máximo esplendor de la baronía de Púbol: segunda mitad del siglo XIV y principios del siglo XV. De estilo gótico-renacentista ha sufrido numerosas transformaciones.
En el interior se pueden ver pinturas y los dibujos que Dalí regaló a Gala para exponer en el castillo, además de las esculturas de elefantes de largas patas que decoran el jardín, la piscina con bustos de Richard Wagner, una colección de trajes de alta costura de Gala, el mobiliario y los numerosos objetos con los que decoraron el castillo, un Cadillac negro estacionado en el garaje, así como el mausoleo de Gala.

### Salas visitables[7]
- Salón de los escudos
- Salón del piano
- Habitación de Gala
- Baño de Gala
- Biblioteca
- Habitación de invitados
- Buhardilla
- Repartidor
- Comedor
- Cripta
- Garaje
- Jardín
- Piscina